# El Hijo
El Hijo (bra: O Filho Protegido) é um filme de suspense psicológico argentino de 2019, dirigido por Sebastián Schindel e baseado no romance Una madre protectora de 2013, de Guillermo Martínez, com roteiro adaptado por Leonel D'Agostino. Foi lançado nos cinemas em 2 de maio de 2019.  

## Elenco
- Joaquín Furriel como Lorenzo Roy
- Martina Gusmán como Julieta
- Luciano Cáceres como Renato
- Heidi Toini como Sigrid
- Regina Lamm como Gudrunn

## Lançamento
O filme foi lançado em 2 de maio de 2019. Internacionalmente foi distribuído pela Netflix.

## Recepção
No Rotten Tomatoes, o filme tem um índice de aprovação de 82% baseado em 11 resenhas com uma média ponderada de 6,21/10. O consenso dos críticos do site diz: "No profundamente perturbador e cheio de suspense El Hijo, o diretor Sebastian Schindel retrata com sucesso os horrores da paternidade, carregados pela atuação espetacular de Joaquín Furriel". Carlos Aguilar do Los Angeles Times elogiou o filme, afirmando que ele “mantém uma postura determinada de não mostrar mais do que o necessário para manter uma adivinhação, mesmo que as referências simbólicas que tenta fazer e as afirmações sociais que possa estar carregando sejam deixadas inconclusivas”.